# Colomba
Colomba är en kommunhuvudort i Guatemala.   Den ligger i departementet Departamento de Quetzaltenango, i den sydvästra delen av landet, 130 km väster om huvudstaden Guatemala City. Colomba ligger 1 002 meter över havet och antalet invånare är 19 115.
Terrängen runt Colomba är huvudsakligen kuperad, men åt nordost är den bergig. Runt Colomba är det ganska tätbefolkat, med 179 invånare per kvadratkilometer. Närmaste större samhälle är Coatepeque, 14,4 km väster om Colomba. I omgivningarna runt Colomba växer i huvudsak städsegrön lövskog.